# Noto (police de caractères)
Pour les articles homonymes, voir Noto.

Comparaison entre Droid Sans Regular, Open Sans Regular et Noto Sans Regular.

Les polices Noto sont une famille de polices de caractères libres publiée par Google depuis 2012 sous la licence Apache 2.0. Elles couvrent une grande partie des caractères Unicode et ont pour objectif de couvrir leur totalité.
Plusieurs des polices sont développées par Monotype Imaging, les polices latines Noto Sans et Noto Serif sont basées sur les polices de caractères Droid Sans ou Open Sans, et Droid Serif de sa filiale Ascender Corporation.
En juillet 2014, Adobe et Google publient les polices Source Han Sans et Noto CJK, dont une grande partie des glyphes ont été créés par Changzhou SinoType Technology, Iwata Corporation et Sandoll Communication,.

## Étymologie
Quand un texte est rendu par un ordinateur, il arrive parfois que certains caractères ne puissent pas être affichés car aucune police de caractère disponible ne les supporte. Quand cela arrive, des carrés sont affichés pour représenter les caractères manquants. En argot ces carrés ont parfois été appelés « tofu ». « Noto » est une version courte de « no tofu », car le but est de ne plus avoir de « tofu » sur le Web.

## Utilisation
Noto est la police de caractères utilisée par l’enseigne suédoise Ikea pour ses publicités.